# Licenza Apache
La Licenza Apache (ingl: Apache License e Apache Software License nelle versioni precedenti alla 2.0) è una licenza di software libero non copyleft scritta dalla Apache Software Foundation (ASF) che obbliga gli utenti a preservare l'informativa di diritto d'autore e d'esclusione di responsabilità nelle versioni modificate.
Secondo i termini della Licenza Apache tutti i software realizzati dalla ASF sono protetti da tale licenza e chiunque la voglia usare ne può usufruire: nel novembre 2009, sul sito SourceForge, erano disponibili più di 5 000 progetti non gestiti dalla ASF che utilizzavano la licenza Apache. La versione 2.0 della licenza è compatibile con la GNU GPL v3 (ma non con la GNU GPLv2).

## Storia
La Apache License 1.0 era la versione originaria della licenza che si applica esclusivamente alle versioni più vecchie del software Apache (come le versioni 1.2 del Web server).
La Apache License 1.1 venne approvata dall'ASF nel 2000: Il cambiamento più importante dalla versione 1.0 consiste nella 'clausola pubblicità' (articolo 3 della versione 1.0 della licenza); i prodotti derivati non devono più riconoscere credito nei loro materiali pubblicitari, ma solo nella loro documentazione.
L'ASF ha approvato un aggiornamento alla Apache License 2.0 nel gennaio 2004. Gli obiettivi dichiarati della licenza comprendevano rendere più semplice l'uso della licenza da parte di progetti non-ASF migliorando la compatibilità con software basati sulla licenza GNU General Public License, consentendo di includere la licenza per riferimento invece di obbligare ad inserirla in ogni file, chiarendo la licenza che si applica ai contributi e richiedendo al contributore di concedere in licenza i brevetti che si violano utilizzando il contributo realizzato dal contributore.
È stata, inoltre, la principale licenza utilizzata dal sistema operativo Android.

## Condizioni di licenza
Come ogni licenza di software libero, la Licenza Apache consente agli utenti di usare il software per ogni scopo, di distribuirlo, modificarlo e di distribuire versioni modificate del software.
La Licenza Apache non richiede che versioni modificate del software siano distribuite secondo i termini della stessa licenza o come software libero. La Licenza Apache richiede solo che si includa un'informativa del fatto che si è utilizzato software licenziato secondo i termini della Licenza Apache.
Quindi, a differenza di quanto accade con le licenze copyleft, gli utenti di versioni modificate del software licenziato secondo i termini della Licenza Apache non godono necessariamente delle suddette libertà. O, considerando la situazione dal punto di vista del licenziatario, esso ha la libertà di utilizzare il software in ogni modo, anche in prodotti proprietari, a danno degli utilizzatori (vedi l'articolo 4).
I due file che devono essere inclusi nella directory principale dei prodotti software distribuiti:
- LICENSE - una copia della licenza.
- NOTICE - un'"informativa" testuale che elenca i nomi delle librerie licenziate che sono utilizzate, con i nomi degli sviluppatori.

Nel codice redistribuito si deve preservare in ogni file licenziato qualsiasi informativa di diritto d'autore e di brevetti presente ed in ogni file modificato si deve aggiungere un'informativa specificando che il file è stato modificato.

## Ridistribuzione
L'utente può riprodurre e distribuire copie dell'Opera o delle sue opere derivate con qualsiasi mezzo, con o senza modifiche, e in forma Sorgente o Oggetto, a condizione che soddisfi le seguenti condizioni:
1. È necessario fornire a qualsiasi altro destinatario dell'Opera o delle Opere derivate una copia della presente Licenza; e
2. Devi fare in modo che tutti i file modificati portino avvisi in evidenza che affermano che hai cambiato i file; e
3. Devi conservare, nella forma Sorgente di qualsiasi Opera derivata che distribuisci, tutti i diritti d'autore, brevetti, marchi e avvisi di attribuzione dalla forma Sorgente dell'Opera, escluse quelle comunicazioni che non riguardano alcuna parte delle Opere derivate; e
4. Puoi aggiungere i tuoi avvisi di attribuzione all'interno di Opere derivate che distribuisci, insieme o come aggiunta al testo dell'AVVISO dall'Opera,a condizione che tali ulteriori avvisi di attribuzione non possano essere interpretati come modifiche alla Licenza. Puoi aggiungere la tua dichiarazione di copyright alle tue modifiche e puoi fornire termini e condizioni di licenza aggiuntivi o diversi per l'uso, la riproduzione o la distribuzione delle tue modifiche, o per qualsiasi Opera derivata nel suo insieme, a condizione che il tuo uso, riproduzione e distribuzione di l'Opera è altrimenti conforme alle condizioni stabilite nella presente Licenza.

## Compatibilità con la GPL
L'Apache Software Foundation e la Free Software Foundation (FSF) hanno concordato che la Licenza Apache 2.0 è una licenza di software libero compatibile con la versione 3 della GNU General Public License (GPL), il che significa che il codice sotto licenza GPL versione 3 e Apache License 2.0 possono essere combinati, ed il codice risultante è sotto licenza GPL versione 3.
La Free Software Foundation ritiene che tutte le versioni della licenza Apache License siano incompatibili con le precedenti versioni 1 e 2 della licenza GPL.
Come la GPL, anche la licenza Apache si chiude con un modello di avviso per applicarla ai propri lavori.
La licenza Apache si qualifica come licenza per il software libero, ma è discussa la compatibilità con la GNU GPL. La ASF sostiene la compatibilità, mentre la Free Software Foundation è di parere contrario a causa della clausola sulla cessazione della licenza di sfruttamento di brevetto.
Nel documento Profili giuridici delle licenze Open Source (pagine 93-96).

## Licenza nel tuo lavoro
Per applicare la Licenza Apache a file specifici del tuo lavoro, allega la seguente dichiarazione standard, sostituendo i campi racchiusi tra parentesi "[ ]" con le tue informazioni identificative. (Non includere le parentesi!) Racchiudere il testo nella sintassi di commento appropriata per il formato del file. Ti consigliamo inoltre di includere un file o un nome di classe e una descrizione dello scopo nella stessa "pagina stampata" dell'avviso di copyright per una più facile identificazione all'interno di archivi di terze parti. Esempio:
Copyright [yyyy] [nome del proprietario del copyright].